# ФК Феникс 1995
ФК Феникс 1995 је некадашњи фудбалски клуб из Старе Пазове, основан 1946. године у Пригревици. Након завршене такмичарске сезоне 2021/22. у Српској лиги Војводина, трећем такмичарском нивоу српског фудбала, Феникс се фузионише са Јединством из Старе Пазове и престаје да постоји.

## Историја
Првобитни клуб основан је у Пригревици, између два рата, под именом Кудељар. После Другог светског рата покренут је нови клуб под именом Братство, а од 1978. па наредних 37 година клуб је наступао под именом ФК ПИК Пригревица. Од 2015. године враћено је старо име клуба (Братство) коме је придодата година покретања фудбала у Пригревици након Другог светског рата (1946). Шестог јула 2020. године клуб се сели из Пригревице у Стару Пазову и такмичи се под новим именом Феникс 1995.
  Пре доласка главног и јединог спонзора Александра Кораћа (у јесен 2012. године), клуб је бележио јако скромне резултате, такмичећи се углавном у петом и шестом степену такмичења са повременим излетима до четвртог ранга. Један од најтежих пораза клуб је доживео у Растини у 32. колу Војвођанске лиге Север, 27. маја 2000. године, када су поражени од домаћег Полета 14:0 (6:0).
У сезони 2016/17. клуб је остварио највећи успех освајањем првог места у Српској лиги Војводина, али је одустао од преласка у друголигашко такмичење. Братство је послало допис ФС Војводине да „због финансијских проблема, инфраструктуре и Правилника о стручно-педагошком раду, одустаје од играња у Првој лиги.” Уместо њих је место у вишем рангу након одустајања и другопласираног Омладинца из Нових Бановаца заузео трећепласирани ТСК из Бачке Тополе.
Пригревчани су у финалу Купа Војводине победили у Старој Пазови у „Кући фудбала” екипу Подриња из Мачванске Митровице после бољих извођења једанаестераца 5:4 (2:2, 1:1). У предколу шеснаестине купа Србије, фудбалери "Братства 1946" победили су на свом терену ФК Бечеј 3:0 (2:0) и пласирали се у наредно коло Куп-а где ће такође на свом терену угостити лучанску Младост. У шеснаестини финала Куп-а Србије, 25. септембра 2019. године у Пригревици, домаће "Братство 1946" поражено је од Младости из Лучана 1:3 (0:2) и са тиме завршило своје учешће у Куп такмичењу.

## Фузија са ОФК Оџацима
У зиму 2015. године дошло је до замене места такмичења (екипа из Оџака заменила је екипу из Пригревице у трећем рангу, док су Пригревчани почели да се такмиче у четвртом рангу), а са њим и измене седишта два клуба, тако да је фудбалски клуб из Пригревице, основан 1946. године са седиштем клуба Обилићева бб, Пригревица, Апатин, премештен у Оџаке, а ОФК Оџаци, основан 1969. године из Оџака са седиштем клуба у улици Вашариште бб, Оџаци, бити премештени у Пригревицу. И дан данас екипа из Оџака, изворни ОФК „Оџаци”, наступа под именом „Братство 1946” у Пригревици, а пригревачко „Братство 1946”, некадашњи ПИК Пригревица, своје утакмице одиграва у Оџацима под именом ОФК „Оџаци”. Велике кадровске промене у клубу десиле су се у лето 2019. године када је дугогодишњи спонзор и први човек клуба Александар "Саша" Кораћ напустио фудбалски клуб а на његово место дошао Милић Стојаковић из Старе Пазове.

## Промена имена и селидба у Стару Пазову
Шестог јула 2020. године фудбалски клуб из Пригревице се сели у Стару Пазову и преимењује у "ФК Феникс 1995"

## Резултати
| Сезона   | Ранг | Лига                   | Позиција | ИГ | Д  | Н  | П  | ГД | ГП | ГР  | Бод | Куп                  |
| -------- | ---- | ---------------------- | -------- | -- | -- | -- | -- | -- | -- | --- | --- | -------------------- |
| 2013/14. | 4    | Војвођанска лига Запад | 1.       | 28 | 21 | 2  | 5  | 52 | 19 | +33 | 65  | Није се квалификовао |
| 2014/15. | 3    | Српска лига Војводина  | 9.       | 30 | 10 | 10 | 10 | 36 | 31 | +5  | 40  | Није се квалификовао |
| 2015/16. | 4    | Бачка зона             | 1.       | 30 | 24 | 5  | 1  | 79 | 16 | +63 | 77  | Није се квалификовао |
| 2016/17. | 3    | Српска лига Војводина  | 1.       | 28 | 19 | 5  | 4  | 55 | 24 | +31 | 62  | Није се квалификовао |
| 2017/18. | 3    | Српска лига Војводина  | 2.       | 30 | 19 | 5  | 6  | 59 | 20 | +39 | 62  | Није се квалификовао |
| 2018/19. | 3    | Српска лига Војводина  | 4.       | 32 | 14 | 6  | 12 | 41 | 36 | +5  | 48  | Куп Војводине        |
| 2019/20. | 3    | Српска лига Војводина  | 7.       | 17 | 8  | 2  | 7  | 21 | 15 | +6  | 26  | Шеснаестина финала   |

## Успеси
- Српска лига Војводина
Освајач: 2016/17.
- Војвођанска лига Запад
Освајач: 2014/15.
- Бачка зона
Освајач: 2015/16.
- Подручна лига Сомбор
Освајач: 2013/14.
- Међуопштинка лига
Освајач: 1968/69, 1987/88, 2004/05.
- Међуопштинка лига — 2. разред
Освајач: 1959/60, 1985/86.
- Куп Војводине
Освајач: 2018/19.
- Општински куп
Освајач: 1993.

## Познати бивши играчи
- Милош Цетина
- Мирослав Пауновић
- Саша Томановић
- Срђан Грабеж

## Погледати
- ФК Братство 2019 Пригревица